# Upside Down
«Upside Down» (с англ. — «Вверх тормашками») — песня Дайаны Росс, записанная для её десятого студийного альбома Diana (1980), она же была выпущена в качестве лид-сингла с альбома. Авторы этой песни — Найл Роджерс и Бернард Эдвардс, наиболее известные как основатели и лидеры группы 1970-х годов Chic, они же и спродюсировали запись. Как рассказывал Найл Роджерс, вдохновением для песни послужило желание Дайаны развлечься и поэкспериментировать со своей музыкальной карьерой.
По сюжету песни, певица остаётся со своим возлюбленным несмотря на то, что он ей изменяет, потому что роман с ним увлекателен и волнующ — как она поёт, её парень выворачивает её эмоционально наизнанку и переворачивает «вверх тормашками».
Песня стала крупнейшим хитом в сольной карьере певицы. В США она достигла первого места в трёх чартах журнала Billboard: Hot 100 и жанровых Hot Disco и Hot Soul. Кроме того, песня побывала на первом месте в Австралии, Италии и Новой Зеландии, на втором месте в Великобритании и в первой пятёрке ещё во многих странах.
Композиция принесла Дайане девятую в карьере номинацию на премию «Грэмми», она боролась за приз в категории «Лучшее женское вокальное исполнение в стиле ритм-н-блюз».
Песня «Upside Down» была помещена на восьмидесятую позицию в списке «Величайшие песни всех времён» по версии журнала Billboard в 2016 году.

## Чарты

### Еженедельные чарты
| Чарт (1980)                               | Высшая позиция |
| ----------------------------------------- | -------------- |
| Австралия (Kent Music Report)             | 1              |
| Австрия (Ö3 Austria Top 40)               | 2              |
| Бельгия/Фландрия (Ultratop 50)            | 3              |
| Канада (RPM Adult Contemporary)           | 1              |
| Канада (RPM Top Singles)                  | 5              |
| Дания (IFPI)                              | 1              |
| Европа (Eurochart Hot 100)                | 1              |
| Финляндия (Suomen virallinen singlelista) | 3              |
| Франция (IFOP)                            | 2              |
| Германия (GfK)                            | 3              |
| Ирландия (IRMA)                           | 3              |
| Италия (FIMI)                             | 1              |
| Нидерланды (Dutch Top 40)                 | 2              |
| Нидерланды (Single Top 100)               | 3              |
| Новая Зеландия (Recorded Music NZ)        | 1              |
| Норвегия (VG-lista)                       | 1              |
| ЮАР (Springbok Radio)                     | 1              |
| Испания (AFYVE)                           | 15             |
| Швеция (Sverigetopplistan)                | 1              |
| Швейцария (Schweizer Hitparade)           | 1              |
| Великобритания (OCC UK Singles)           | 2              |
| США (Billboard Hot 100)                   | 1              |
| США (Billboard Hot Disco Singles)         | 1              |
| США (Billboard Hot Soul Singles)          | 1              |
| США (Billboard Adult Contemporary)        | 18             |
| США (Cash Box)                            | 1              |
| США (Record World)                        | 1              |

### Годовые чарты
| Чарт (1980)                        | Позиция |
| ---------------------------------- | ------- |
| Австралия (Kent Music Report)      | 15      |
| Бельгия (Ultratop 50 Flanders)     | 12      |
| Канада (RPM Top 100 Singles)       | 52      |
| Франция (IFOP)                     | 40      |
| Италия (FIMI)                      | 8       |
| Нидерланды (Dutch Top 40)          | 7       |
| Нидерланды (Single Top 100)        | 17      |
| Новая Зеландия (Recorded Music NZ) | 18      |
| ЮАР (Springbok Radio)              | 11      |
| Швейцария (Schweizer Hitparade)    | 4       |
| США (Billboard Hot 100)            | 18      |
| США (Billboard Top Soul Singles)   | 19      |
| США (Cash Box)                     | 4       |

### Чарты за всё время
| Чарт                    | Позиция |
| ----------------------- | ------- |
| США (Billboard Hot 100) | 80      |

## Сертификации и продажи
| Регион | Сертификация | Продажи    |
| --- | ------------ | ---------- |
| Великобритания (BPI) | Серебряный   | 250 000^   |
| США (RIAA) | Золотой      | 1 000 000^ |
| * Данные о продажах приведены только на основе сертификации. ^ Данные о тиражах приведены только на основе сертификации. |              |            |